# NY 32

placa da NY 32

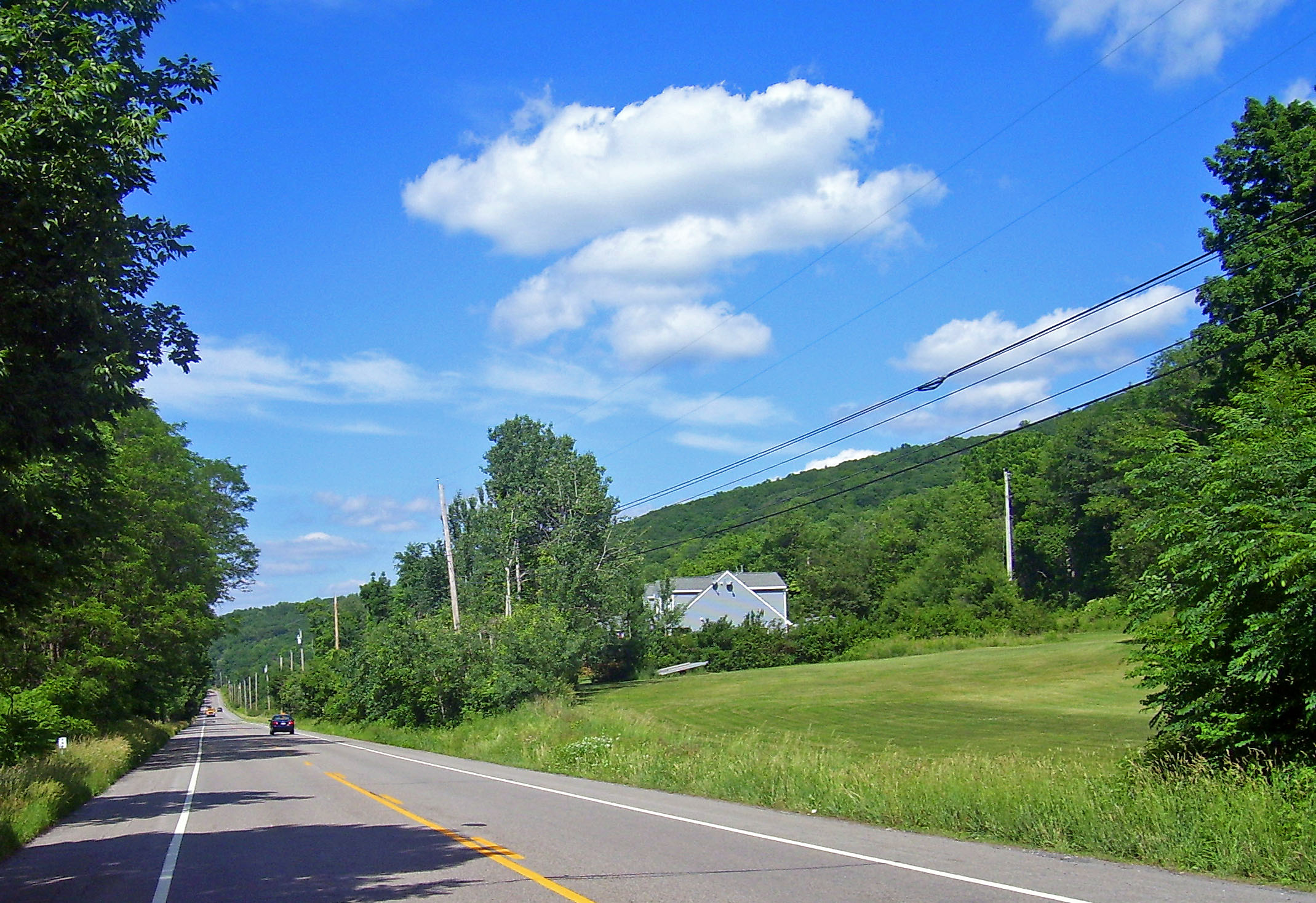
NY 32

A NY 32 é uma rodovia norte-sul que se estende por 284,42 km (176,73 milhas) entre o Vale Hudson e a capital do distrito regional do estado americano de Nova Iorque. A NY 32 é uma rodovia duplicada em quase todo o seu trajeto, com pouca divisão e não tendo sessões de acesso limitado. De Harriman para Albany ela é paralela à interestadual 87 e a US 9W. A NY 32 foi fundada em 1930.